# داني فلورنسيو
داني فلورنسيو مواليد 5 سبتمبر 1947 في مانيلا، الفلبين، هو لاعب كرة سلة فلبيني معتزل. بدأ مسيرته الاحترافية في سنة 1975. حمل الرقم 8. مثّل منتخب بلاده. شارك في دورة الألعاب الأولمبية الصيفية سنة 1968. اعتزل اللعب في 1983.

## سجل المنافسة
شارك في المنافسات التالية:
- الألعاب الأولمبية الصيفية 1968
- الألعاب الأولمبية الصيفية 1972

## روابط خارجية
- داني فلورنسيو على موقع الاتحاد الدولي لكرة السلة (الإنجليزية)
- داني فلورنسيو على موقع سبورتس رفرنس (الإنجليزية)
- داني فلورنسيو على موقع أوليمبيديا (الإنجليزية)